# Punct de echilibru

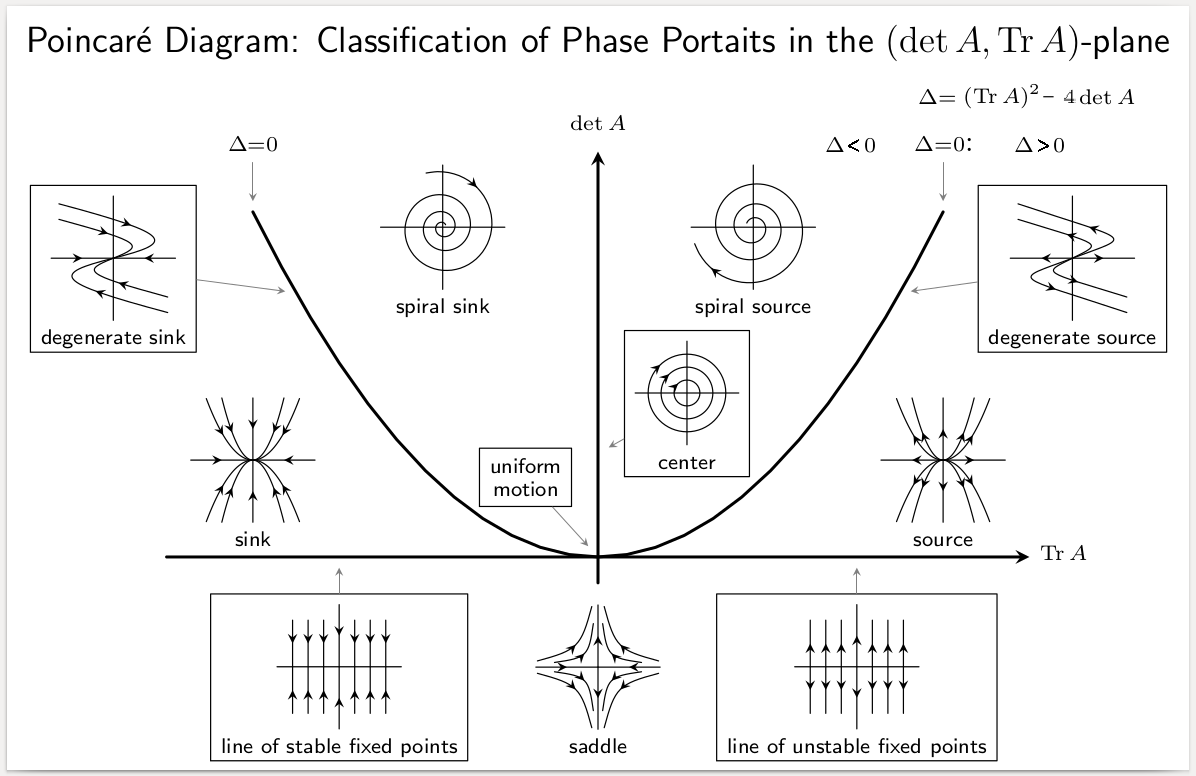
clasificând aplicația lui Poincaré a unei ca fiind stabilă sau instabilă în funcție de caracteristicile sale. Stabilitatea crește în general în stânga diagramei. Unele surse (pozitive sau negative) sau noduri sunt puncte de echilibru.

În matematică, în special la ecuații diferențiale, un punct de echilibru este o soluție constantă a unei ecuații diferențiale.

## Definiție formală
Punctul {\displaystyle {\tilde {\mathbf {x} }}\in \mathbb {R} ^{n}} este un punct de echilibru pentru ecuația diferențială
{\displaystyle {\frac {d\mathbf {x} }{dt}}=\mathbf {f} (t,\mathbf {x} )}
dacă {\displaystyle \mathbf {f} (t,{\tilde {\mathbf {x} }})=\mathbf {0} } pentru orice {\displaystyle t}.
Similar, punctul {\displaystyle {\tilde {\mathbf {x} }}\in \mathbb {R} ^{n}} este un punct de echilibru (sau punct fix) pentru ecuația diferențială
{\textstyle \mathbf {x} _{k+1}=\mathbf {f} (k,\mathbf {x} _{k})}
dacă {\displaystyle \mathbf {f} (k,{\tilde {\mathbf {x} }})={\tilde {\mathbf {x} }}} pentru {\displaystyle k=0,1,2,\ldots }.
Echilibrele pot fi clasificate pe baza semnelor valorilor proprii ale liniarizării ecuațiilor de echilibre. Adică, evaluând matricea jacobiană⁠(d) în  fiecare dintre punctele de echilibru ale sistemului și apoi examinând valorile proprii rezultate, echilibrele pot fi clasificate. Comportamentul sistemului în vecinătatea fiecărui punct de echilibru poate fi determinat calitativ, (sau în unele cazuri chiar cantitativ), prin găsirea vectorilor proprii asociați fiecărei valori proprii.
Un punct de echilibru este hiperbolic dacă la niciuna dintre valorile proprii partea reală este zero. Dacă toate valorile proprii au părți reale negative, punctul este stabil. Dacă cel puțin una are o parte reală pozitivă, punctul este instabil. Dacă cel puțin o valoare proprie are partea reală negativă și cel puțin una are partea reală pozitivă, echilibrul este un punct șa și este instabil. Dacă toate valorile proprii sunt reale și au același semn, punctul se numește nod.